# Estadio Regional de Los Andes
El Estadio Regional de Los Andes está ubicado en la ciudad de Los Andes y en él se llevan a cabo los partidos en que el Club Deportivo Trasandino de Los Andes juega de local. Fue fundado el 29 de marzo de 1996 en un partido entre los locales y FC St. Gallen de Suiza, venciendo los andinos 5 goles a 1. Antiguamente Trasandino jugaba sus encuentros de local en el Estadio Ferroviario. Posee una de las mejores iluminarias del país, inauguradas el 30 de junio de 2002 jugando Trasandino un partido amistoso contra Santiago Morning (derrota de Trasandino 1 gol a 0).
El estadio se encuentra dentro del Parque Urbano Ambrosio O'Higgins en la avenida Perú y además posee una pista de ceniza alrededor de la cancha de fútbol.
El año 1998 se produjo el máximo aforo de público en el estadio cuando se enfrentó Trasandino contra San Luis de Quillota en el cual se controlaron 3313 espectadores.